# Dortmunder Hockey-Gesellschaft
Die Dortmunder Hockey-Gesellschaft (DHG) ist ein Hockeyverein in Westfalen. Er wurde 1957 von ehemaligen Spielern der Dortmunder Eintracht gegründet.
Der Verein nutzt seit Anfang der 1980er Jahre das städtische Hockeyzentrum an der Ardeystraße unweit der Westfalenhalle. Die Anlage mit einem Kunstrasen- und einem Naturrasenplatz teilt sich die Dortmunder Hockey-Gesellschaft mit dem TSC Eintracht. Vorher spielte der Verein auf der Hockeyanlage „Ardeyblick“ an der Strobelallee. Die 1. Herrenmannschaft spielt in der Saison 2010/2011 auf dem Feld und in der Halle in der 1. Verbandsliga. Damenteams bestehen zurzeit nicht.

## Geschichte

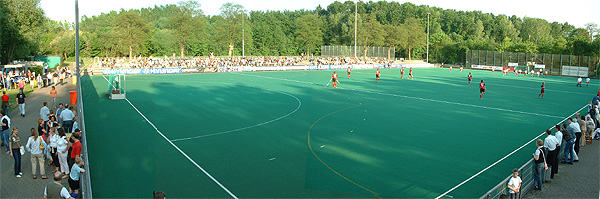
Hockeyplatz an der Ardeystraße

Die Gründung erfolgte am 3. Juli 1957 von fünfzehn jungen Spielern, die mit der damaligen Situation bei Eintracht unzufrieden waren. Damit existierte in Dortmund wieder ein zweiter Hockeyverein, nachdem sich der Dortmunder Hockey-Club 1954 der Eintracht angeschlossen hatte und die Bemühungen des Tennis-Hockey-Clubs Blau-Weiß Lütgendortmund den Spielbetrieb nach dem Zweiten Weltkrieg wieder aufzunehmen gescheitert waren.
Gleich in der ersten Hallenhockey-Saison erreichte der Club den dritten Platz bei der Westdeutschen Meisterschaft, bis heute der größte Erfolg im Herrenbereich. Die Saison 1958/59 bringt den ersten Aufstieg im Feldhockey von der Bezirksliga Westfalen in die Verbandsliga und nach einem 5:3 gegen Preußen Münster den ersten Westfalenmeistertitel in der Halle.
| Saison    | Liga            | Platz |
| --------- | --------------- | ----- |
| 1979/1980 | 1. Verbandsliga | 5.    |
| 1980/1981 | 1. Verbandsliga | 6.    |
| 1981/1982 | 1. Verbandsliga | 4.    |
| 1983      | 1. Verbandsliga | 4.    |
| 1984      | 1. Verbandsliga | 8.    |
| 1985      | 1. Verbandsliga | 8.    |
| 1986      | 2. Verbandsliga | 4.    |
| 1987      | 2. Verbandsliga | ?     |
| 1988      | 2. Verbandsliga | 1.    |
| 1989      | 1. Verbandsliga | 1.    |
| 1990      | Oberliga        | 8.    |
| 1991      | 1. Verbandsliga | 7.    |
| 1992      | 1. Verbandsliga | 8.    |
| 1993      | 2. Verbandsliga | 2.    |
| 1994      | 2. Verbandsliga | 1.    |
| 1995      | 1. Verbandsliga | 4.    |
| 1996      | 1. Verbandsliga | 7.    |
| 1997      | 1. Verbandsliga | 5.    |
| 1998      | 1. Verbandsliga | 5.    |
| 1999      | 1. Verbandsliga | ?     |
| 2000      | 1. Verbandsliga | 3.    |
| 2001      | 1. Verbandsliga | 2.    |
| 2002      | 1. Verbandsliga | 2.    |
| 2003/2004 | 1. Verbandsliga | 1.    |
| 2004/2005 | Oberliga        | 7.    |
| 2005/2006 | 1. Verbandsliga | 1.    |
| 2006/2007 | Oberliga        | 7.    |
| 2007/2008 | 1. Verbandsliga | 1.    |
| 2008/2009 | Oberliga        |       |
| 2009/2010 | Oberliga        | 7.    |
| 2010/2011 | 1. Verbandsliga | 4     |
| 2011/2012 | 1. Verbandsliga | 5     |
| 2012/2013 | 1. Verbandsliga |       |

In der Saison 1968/69 gelingt der Aufstieg in die Oberliga West, der damals höchsten deutschen Spielklasse. Reinhold Borgmann holt Ostern als Gast die südafrikanische Nationalmannschaft nach Dortmund. Vor einer ungewohnt großen Zuschauerkulisse und den Kameras des WDR Fernsehens verliert die DHG knapp mit 1:2 Toren. Im Januar 1971 gewinnt das Team letztmals die Hallenwestfalenmeisterschaft im Endspiel gegen den TSC Eintracht Dortmund.
In der Saison 1974/75 erreicht der Club abermals den Aufstieg in die inzwischen durch die Gründung der Bundesliga zweitklassigen Oberliga. In der Saison 1979/80 gastiert die polnische Nationalmannschaft in Dortmund und tritt gegen eine Stadtauswahl mit je sechs Spielern der DHG und des TSC Eintracht an, das Polen nach spannendem Spiel 4:3 gewinnt.
Im Jahr 1996 wird Jens Römer Nachfolger von Georg Borgmann, als 1. Vorsitzender. Ein Jahr später wird das Club- und Jugendheim direkt am Platz an der Ardeystraße pünktlich zum 40-jährigen Bestehen der DHG eingeweiht.
Im Sommer 2001 veranstaltet die Hockey-Gesellschaft in Dortmund ein Damen-Hockey-Länderspiel zwischen der deutschen Nationalmannschaft und Argentinien. In der Hallensaison 2001/02 nimmt erstmals eine Damenmannschaft der DHG am Spielbetrieb des WHV teil.
2004 und 2006 steigt die 1. Herrenmannschaft nach langer Abstinenz wieder in die Oberliga auf. Zum ersten Mal seit den 70er Jahren kommt es in der Saison 2006/2007 zu Pflichtspielen zwischen den beiden Dortmunder Clubs, die der TSC Eintracht jedoch beide gewinnt. Am Ende der Saison steht der Abstieg in die 1. Verbandsliga fest.
Zum Ende der Hallensaison 2006/07 hat sich die Zahl der jugendlichen Mitglieder auf 122 erhöht. Die Gesamtmitgliederzahl hat sich, nach einer Aussage des Vereins aus dem Jahr 2007, seit 1995 verdoppelt.

## Erfolge
- 1998/99 gewinnt die männliche Jugend B den Westdeutschen Pokal.
- 2002/03 gewinnen die Knaben A in der Halle den Westdeutschen Pokal.
- 2005 die männliche Jugend A und B gewinnen ungeschlagen den Malta-Cup.
- 2006/07 gewinnt die weibliche Jugend B die Westfalenmeisterschaft und den Westdeutschen Pokal in der Halle. Die Knaben B werden in der Halle Westfalenmeister.

## Reisetätigkeiten
- In der Saison 1973/74 startet eine gemischte Mannschaft, verstärkt durch einige gute auswärtige Spieler, zu Beginn der Osterferien zu einer 16-tägigen erlebnisreichen Spieltour nach Simbabwe und Südafrika.
- Die Saison 1975/76 ist das „internationale Jahr“ der DHG mit vielen Terminen und zum zweiten Mal reist eine DHG-Seniorenmannschaft ins südliche Afrika.
- Ostern 1981 reist ein weiteres Mal eine Seniorenmannschaft für 16 Tage nach Südafrika und Simbabwe.
- Im Herbst 1992 startet die DHG-Reisemannschaft eine Tour nach Hongkong und Singapur.
- Die DHG-Jugend besucht in den Osterferien 1993 Spanien und trägt in Barcelona und Terrassa einige Spiele aus.
- Im Herbst 2000 gehen die „Africa Wanderers“ mit 30 Personen, davon 15 Aktive, auf eine erlebnisreiche Namibia-Tour.
- Ostern 2004 findet Reise der männlichen Jugend A und B ins Sultanat Oman und die Vereinigten Arabischen Emirate statt.
- Ostern 2005 fliegt die männliche A- und B-Jugend nach Malta und gewinnt dort ungeschlagen den Malta-Cup.

## Ehrenmitglieder
- Ehrenmitglieder: Georg Borgmann, Reinhold Borgmann